# Sabaria elegans
Sabaria elegans là một loài bướm đêm trong họ Geometridae.